# Kjartan Sturluson
Kjartan Sturluson (Reykjavík, 27 dicembre 1975) è un ex calciatore islandese, di ruolo portiere.

## Carriera

### Club
In carriera a livello di club ha sempre giocato in Islanda, 12 anni nel Fylkir (in cui tuttavia ha esordito nel 1995) e i 6 finali nel Valur.

### Nazionale
A livello di Nazionale conta 2 presenze in Under-19 e 7 con la Nazionale maggiore, con cui ha debuttato il 21 ottobre 2002 nell'amichevole vinta per 3-0 contro Andorra subentrando al 75º minuto ad Árni Gautur Arason. Le restanti 6 partite con la Nazionale A le ha giocate invece nel 2008.

## Statistiche

### Cronologia presenze e reti in nazionale
| Cronologia completa delle presenze e delle reti in nazionale ― Scozia | Cronologia completa delle presenze e delle reti in nazionale ― Scozia | Cronologia completa delle presenze e delle reti in nazionale ― Scozia | Cronologia completa delle presenze e delle reti in nazionale ― Scozia | Cronologia completa delle presenze e delle reti in nazionale ― Scozia | Cronologia completa delle presenze e delle reti in nazionale ― Scozia | Cronologia completa delle presenze e delle reti in nazionale ― Scozia | Cronologia completa delle presenze e delle reti in nazionale ― Scozia |
| Data                                                                  | Città                                                                 | In casa                                                               | Risultato                                                             | Ospiti                                                                | Competizione                                                          | Reti                                                                  | Note                                                                  |
| --------------------------------------------------------------------- | --------------------------------------------------------------------- | --------------------------------------------------------------------- | --------------------------------------------------------------------- | --------------------------------------------------------------------- | --------------------------------------------------------------------- | --------------------------------------------------------------------- | --------------------------------------------------------------------- |
| 21-8-2002                                                             | Reykjavík                                                             | Islanda                                                               | 3 – 0                                                                 | Andorra                                                               | Amichevole                                                            | -                                                                     | 75’                                                                   |
| 6-2-2008                                                              | Ta' Qali                                                              | Armenia                                                               | 0 – 2                                                                 | Islanda                                                               | Amichevole                                                            | -                                                                     |                                                                       |
| 16-3-2008                                                             | Kópavogur                                                             | Islanda                                                               | 3 – 0                                                                 | Fær Øer                                                               | Amichevole                                                            | -                                                                     |                                                                       |
| 26-3-2008                                                             | Zlaté Moravce                                                         | Slovacchia                                                            | 1 – 2                                                                 | Islanda                                                               | Amichevole                                                            | -1                                                                    |                                                                       |
| 28-5-2008                                                             | Reykjavík                                                             | Islanda                                                               | 0 – 1                                                                 | Galles                                                                | Amichevole                                                            | -1                                                                    | 46’                                                                   |
| 6-9-2008                                                              | Oslo                                                                  | Norvegia                                                              | 2 – 2                                                                 | Islanda                                                               | Qual. Mondiali 2010                                                   | -2                                                                    |                                                                       |
| 10-9-2008                                                             | Reykjavík                                                             | Islanda                                                               | 1 – 2                                                                 | Scozia                                                                | Qual. Mondiali 2010                                                   | -2                                                                    |                                                                       |
| Totale                                                                |                                                                       | Presenze                                                              | 7                                                                     |                                                                       | Reti                                                                  | -6                                                                    |                                                                       |

## Palmarès

### Club

#### Competizioni nazionali
- Campionato islandese: 1

Valur: 2007
- Coppa d'Islanda: 3

Fylkir: 2001, 2002
Valur: 2005
- Coppa di Lega islandese: 1

Valur: 2008
- Supercoppa d'Islanda: 2

Valur: 2006, 2008
- 1. deild karla: 2

Fylkir: 1995, 1999

#### Competizioni internazionali
- Atlantic Cup: 1

Valur: 2008